# Антонина Лебедева
Антонина Василевна Лебедева (на руски: Антонина Васильевна Лебедева) е една от малкото съветски жени пилоти на изтребители по време на Втората световна война. Достига чин младши лейтенант, малко преди да бъде убита по време на битката при Курск.

## Биография
Лебедева е родена през 1916 г. в село Бакунин в Кувшиновския окръг на Тверска губерния, Руска империя. Известна като Тоня, по-късно семейството ѝ се премества в Москва и след завършване на училище става студентка по биология в Московския държавен университет. Лебедева е член на летателния клуб „Дзержински“ в Москва и си проправя път до инструктор. През 1941 г., след нахлуването на Германия в Съветския съюз, което включва Съветският съюз във Втората световна война, тя се присъединява към съветските ВВС. Лебедева става част от 586-и боен авиационен полк, полк за противовъздушна отбрана, съставен от изцяло женски пилоти на изтребители, и са пратени да се бият с бойни самолети на германското Луфтвафе над град Саратов. След като придобива ролята на пилот на изтребител, тя е прехвърлена в 434-тия изтребителски авиационен полк. От 10 септември 1942 г. тя участва в битката при Сталинград, защитавайки небето над Сталинград до 3 октомври 1942 г., когато е прехвърлена за участие в предстоящата офанзива на Велики Луки. През декември 1942 г. Лебедева е свалена малко след свалянето на германски самолет, като тя оцелява и бързо се връща в бой.
На 10 януари 1943 г. Лебедева участва във въздушен бой, където се изправя сама срещу двама германски самолета, унищожавайки един Bf 109, но самолетът ѝ претърпява сериозни щети в процеса и тя е принудена да извърши аварийно кацане, докато е атакувана, кацайки извън летището върху фюзелажа на нейния самолет. На 22 февруари 1943 г. Лебедева е наградена с орден за Отечествената война във 2-ра степен за смелостта си в битка и по времето, когато получава медала, е регистрирала близо 1500 часа летателно време и е участвала в три въздушни битки. В началото на май 1943 г. Лебедева е повишена в чин младши лейтенант, а на 9 май е преместена в 65-и гвардейски изтребителски авиационен полк, за да се бие на Брянския фронт. На 12 юли Лебедева е изпратена да се бие в битката при Курск като част от съветското настъпление.

### Смърт
По време на вечерна битка на 17 юли 1943 г., докато управлява бойна мисия с още 3 самолета, Лебедева и нейните другари са в засада от група от 30 германски самолета. Те са бързо свалени, изчезват и се смятат за мъртви.
През 1982 г. група училищни деца от Орел разследват съобщения относно мястото на катастрофата в село Бетово в Болховски район, Орловска област, когато откриват останките на пилот, заедно с парашут, пистолет, нож и документи. Докато първоначално се смята, че въпросният самолет е принадлежал на Нормандско-Нименския полк (френско подразделение, обслужващо Източния фронт), доказано е, че възстановените вещи на пилота принадлежат на Лебедева, включително дневника ѝ и медицинската карта, която носи нейното име. Потвърдено е, че серийният номер на картечницата, изваден от останките на самолета, е принадлежал на самолета на Антонина Лебедева по време на нейното изчезване. Бившият командир на 1-ва гвардейска изтребителска авиация генерал-лейтенант Е. М. Белецки присъства на службата за препогребването на Лебедева и донася потвърждение от архивни източници, че именно там е последното отпътуване на Лебедева за бойна мисия.
Гробът на Антонина Лебедева се намира в бившия совхоз на Вязовски в Болховски район, където е поставен мемориален обелиск като гробен маркер.